# 希萨尔清真寺
希萨尔清真寺（Hisar Camii，意为堡垒清真寺）是土耳其伊兹密尔的一座古老的清真寺，建于1592-1598年，是市中心最大清真寺之一。内部有伊兹密尔最好的奥斯曼伊斯兰艺术作品。

## 建筑

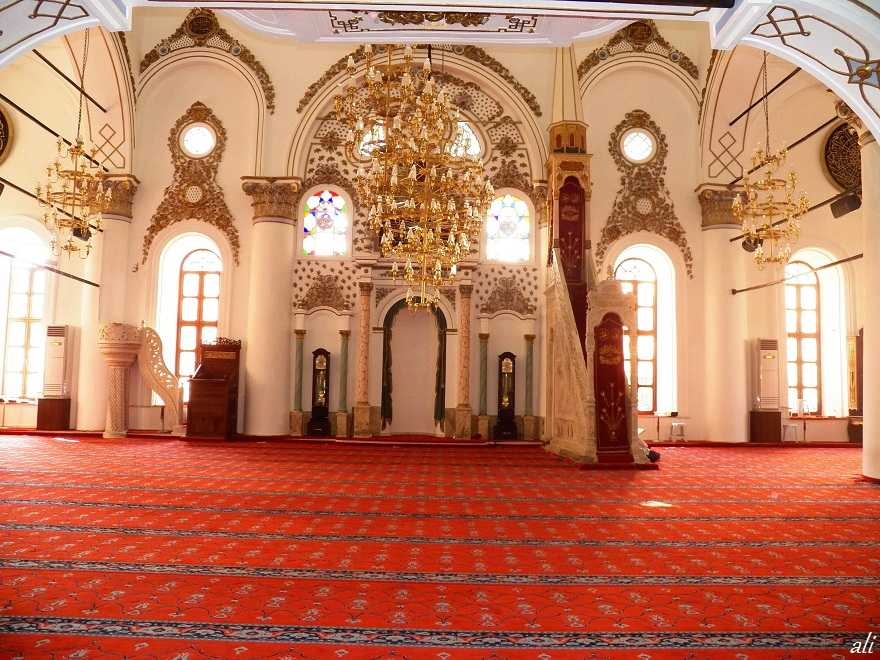

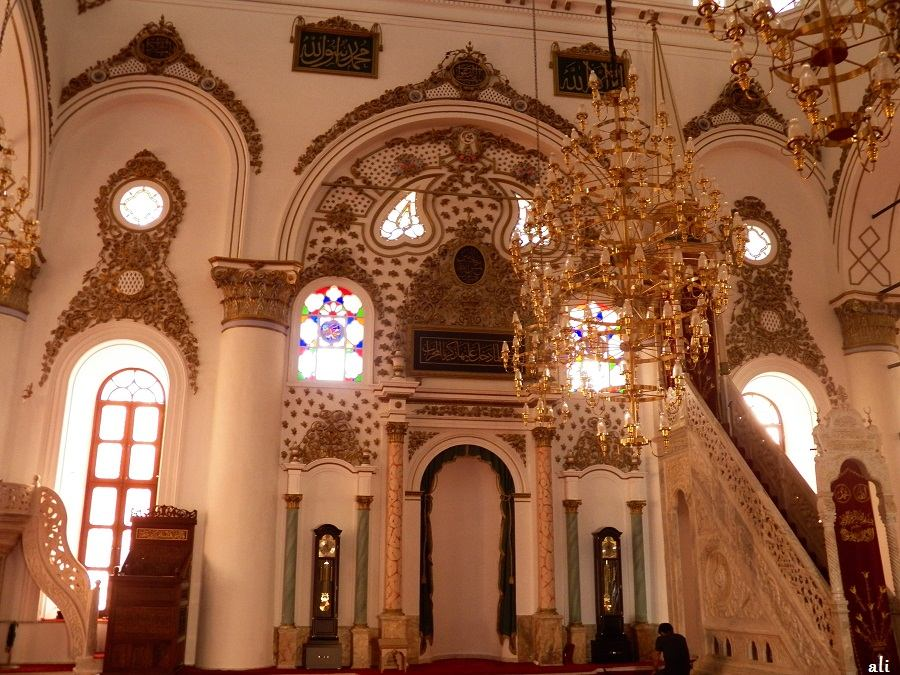

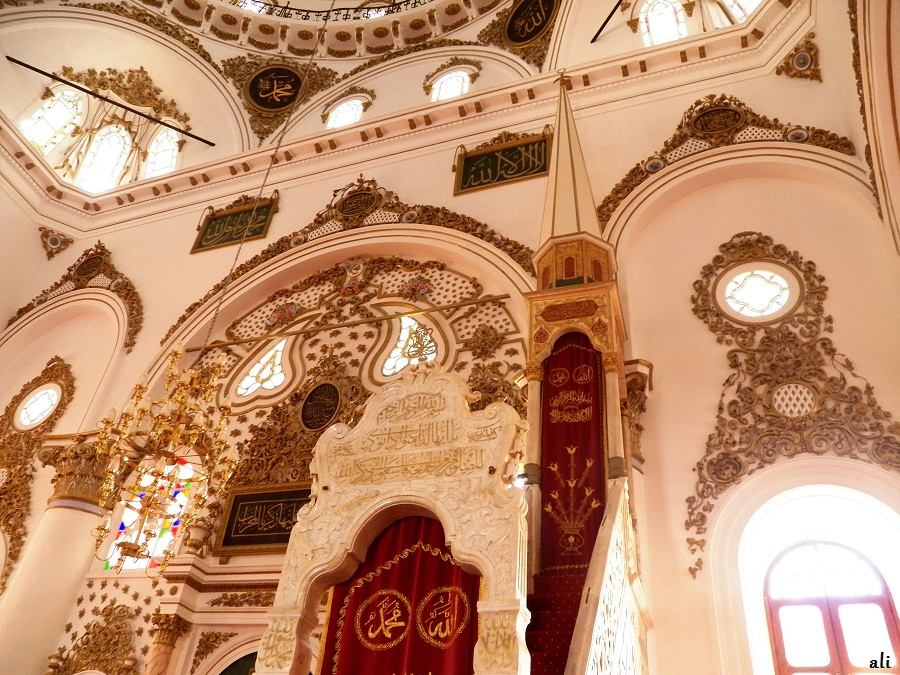

希萨尔清真寺中心有一个大穹顶，两侧各有三个穹顶，后面还有三个小穹顶。院内两侧各有七个穹顶，还有一个供洁净用的喷泉。该清真寺在1813、1881、1927和1980年数次修复。